# André de Witte
André Marie Gerard Camilla de Witte (Scheldewindeke, 31 de dezembro de 1944 — Salvador, 25 de abril de 2021) foi um bispo católico belga radicado no Brasil. Foi o quarto bispo da diocese de Ruy Barbosa, no estado da Bahia.

## Biografia
Dom André Marie Gerard nasceu em Scheldewindeke, na Bélgica, em 31 de dezembro de 1944, filho de Armand de Witte e Agnes Delbeke, uma família de agricultores. Entrou em 1962 no seminário interdiocesano Colégio para América Latina, em Lovaina, onde estudou Filosofia e Teologia.
Foi ordenado sacerdote em 6 de julho de 1968; formou-se como engenheiro agrônomo na universidade de Lovaina; estagiou como vigário cooperador na paróquia de Zwijndrecht. Chegou ao Brasil para trabalhar na diocese de Alagoinhas (BA), no dia 12 de fevereiro de 1976; foi integrado na equipe da pastoral rural diocesana e, depois de um pequeno estágio na paróquia de Teodoro Sampaio, foi nomeado no dia 30 de maio de 1976, junto com padre Benoni, vigário paroquial da Paróquia Divino Espírito Santo de Inhambupe.
Além da paróquia, dedicou-se, no nível diocesano, à coordenação de pastoral, de 1981 a 1988; como vigário episcopal Zonal do Sertão e à direção espiritual do Seminário dom José Cornelis de Salvador, de 1991 a 1992. Em novembro de 1992, foi nomeado vigário geral na diocese de Alagoinhas. Na Pastoral Rural, além do apoio à Escola Família Agrícola, e à COOPERA, ele acompanhou o movimento sindical e o Assentamento de Biritinga.

## Bispo de Ruy Barbosa e da Pastoral da Terra
No dia 8 de junho de 1994, padre André de Witte foi nomeado pelo Papa João Paulo II como bispo da Diocese de Ruy Barbosa (BA). Em 28 de agosto, foi sagrado pelo cardeal arcebispo de São Salvador da Bahia, dom Lucas Moreira Neves. Adotou como lema episcopal “Cristo Sempre”. Dom André assumiu sua missão episcopal como quarto bispo de Ruy Barbosa em 28 de agosto de 1994, sucedendo dom Mathias William Schmidt.
Dom André completou 75 anos no dia 31 de dezembro de 2019 e teve seu pedido de renúncia aceito pelo Papa Francisco no dia 15 de abril de 2020.
Em sua trajetória episcopal, dom André foi presidente do Instituto Regional da Pequena Agropecuária Apropriada (IRPAA). No Regional Nordeste 3 da Conferência Nacional dos Bispos do Brasil (CNBB), foi bispo referencial da Comissão Pastoral da Terra (CPT). Em 2015, foi eleito vice-presidente e em 2018 presidente nacional da CPT. Na CNBB, foi membro da Comissão Episcopal Pastoral para a Ação Sociotransformadora e integrava a Comissão Especial sobre Mineração e Ecologia Integral.
Faleceu no dia 25 de abril de 2021.